# Emile de le Court
Marie Joseph Emile de le Court (Brussel, 15 december 1828 - Gent, 26 juli 1895) was een Belgisch senator.

## Levensloop
De le Court was een zoon van Jean de le Court, raadsheer bij het hof van beroep in Gent en van Adèle Bosquet. Hij trouwde met Aline Van de Velde (1834-1879).Ze hadden twee zoons, Léon-Emile (1861-1921) die in 1887 trouwde met Marie-Catherine Mechelynck maar er in 1920 van scheidde, en Octave-Emile (1864-1883).
Emile promoveerde tot doctor in de rechten (1850) aan de Rijksuniversiteit Gent en schreef zich datzelfde jaar in aan de balie van Gent. Hij bleef advocaat tot aan zijn dood. In 1879-1880 en in 1889-1890 was hij stafhouder van de Gentse balie.
Hij werd politiek actief en werd verkozen als provincieraadslid voor de periodes 1864-1869 en 1871-1878. In 1872 werd hij lid van het Gentse bestuur van de Burgerlijke Godshuizen en werd er in 1894 voorzitter van.
Hij werd liberaal senator voor het arrondissement Gent in juli 1869, na het overlijden van Auguste de Cock, van wie hij het mandaat voleindigde tot in augustus 1870. Hij werd rechtstreeks verkozen tot senator in 1878 en vervulde dit mandaat tot in 1882.